# Майкл Кусуґак
Майкл Арваарлук Кусуґак (англ. Michael Arvaarluk Kusugak; нар. 27 квітня 1948, Репалс-Бей, нині Нунавут) — канадський дитячий письменник, казкар. Твори Кусуґака присвячені культурі та історії інуїтів. Лауреат «премії Віккі Меткалф з дитячої літератури» у 2008 році та «Дитячої книжкової премії Рут Шварц» у 1994 році.

## Життєпис
Майкл Кусуґак народився 27 квітня 1948 року в Репалс-Бей. Провів раннє дитинство зі своєю сім'єю, котра живе традиційним інуїтським життям. Майкл Кусугак навчався у інтернаті та Саскачеванському університеті. 
Працював педагогічним адміністратором Нунавутського арктичного коледжу. Взимку мешкає у Бавзері на острові Ванкувер. Часто виступає перед дитячою аудиторією в різних містах Канади. В даний час живе у Ранкін-Інлет. 
Іджірак, супутник Сатурна, отримав назву на честь міфічного велетня Ійірака з однією з книг Кусуґака.

## Доробок
- A Promise is a Promise (співавтор — Роберт Манш, 1989)
- Baseball Bats for Christmas (1990)
- Hide and Sneak (1992)
- Northern Lights: The Soccer Trails (1993)
- My Arctic 1,2,3 (1996)
- Arctic Stories (1998)
- Who Wants Rocks? (1999)
- The Curse of the Shaman, A Marble Island Story (2006)
- The Littlest Sled Dog (2008)
- T is for Territories: A Yukon, Northwest Territories, and Nunavut Alphabet (2013)